# Littoral combat ship
Pour les articles homonymes, voir LCS.

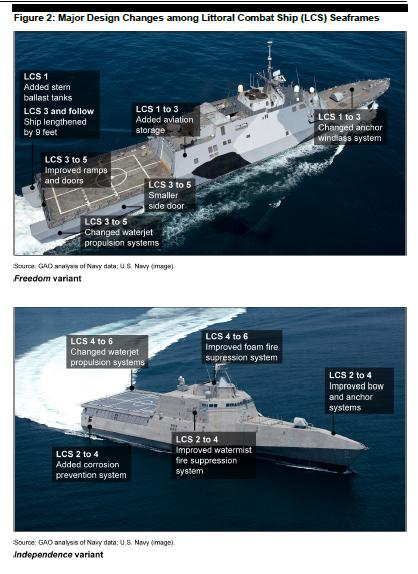
Les deux classes de LCS issues du programme.

Le programme Littoral Combat Ship (LCS) est un programme de construction de frégates légères furtives de l’US Navy, duquel sont issues les classes Freedom et Independence. À l'origine, 52 navires devaient entrer en service mais des problèmes de fiabilité et des dépassements de budgets ont entrainé un retrait prématuré du programme, limité à 35 navires, 16 Freedom et 19 Independence. En 2017, un nouveau programme de frégates FFG-X est lancé.

## Historique

### Développement
Le programme, qui a changé plusieurs fois de nom, Littoral Warfare Ship (LWS), puis Focused Mission Ship (FMS), avant de devenir Littoral Combat Ship (LCS) est en cours de développement depuis la fin des années 1990.
Il visait à déployer à partir de 2008-2010 52 frégates légères furtives modulaires pour le combat en zone littorale. 
Des six consortiums rivaux au départ, il n'en restait que deux en 2006 : General Dynamics-Bath Iron Works/Austin avec un trimaran de près de 3 200 tonnes, long de 127,1 mètres pour une largeur de 31,6 mètres, capable de filer 40 nœuds et Lockheed Martin/Gibs & Cobs/Marinette Marine avec un monocoque semi-planant baptisé SeaBlade de 3 000 tonnes, d'une longueur de 115,5 mètres et d'une largeur de 17 mètres pouvant filer 45 nœuds.
Deux navires de chaque concept devaient être construits avant la prise de décision finale de construction en série.

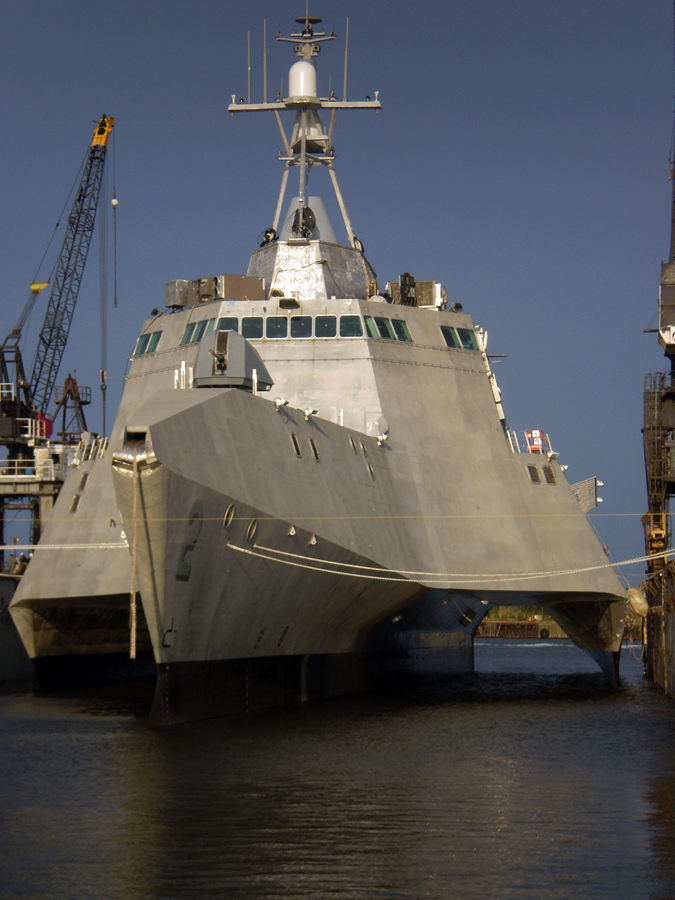
Le LCS-2 le 28 mai 2008. Ce navire utilise le concept du trimaran.

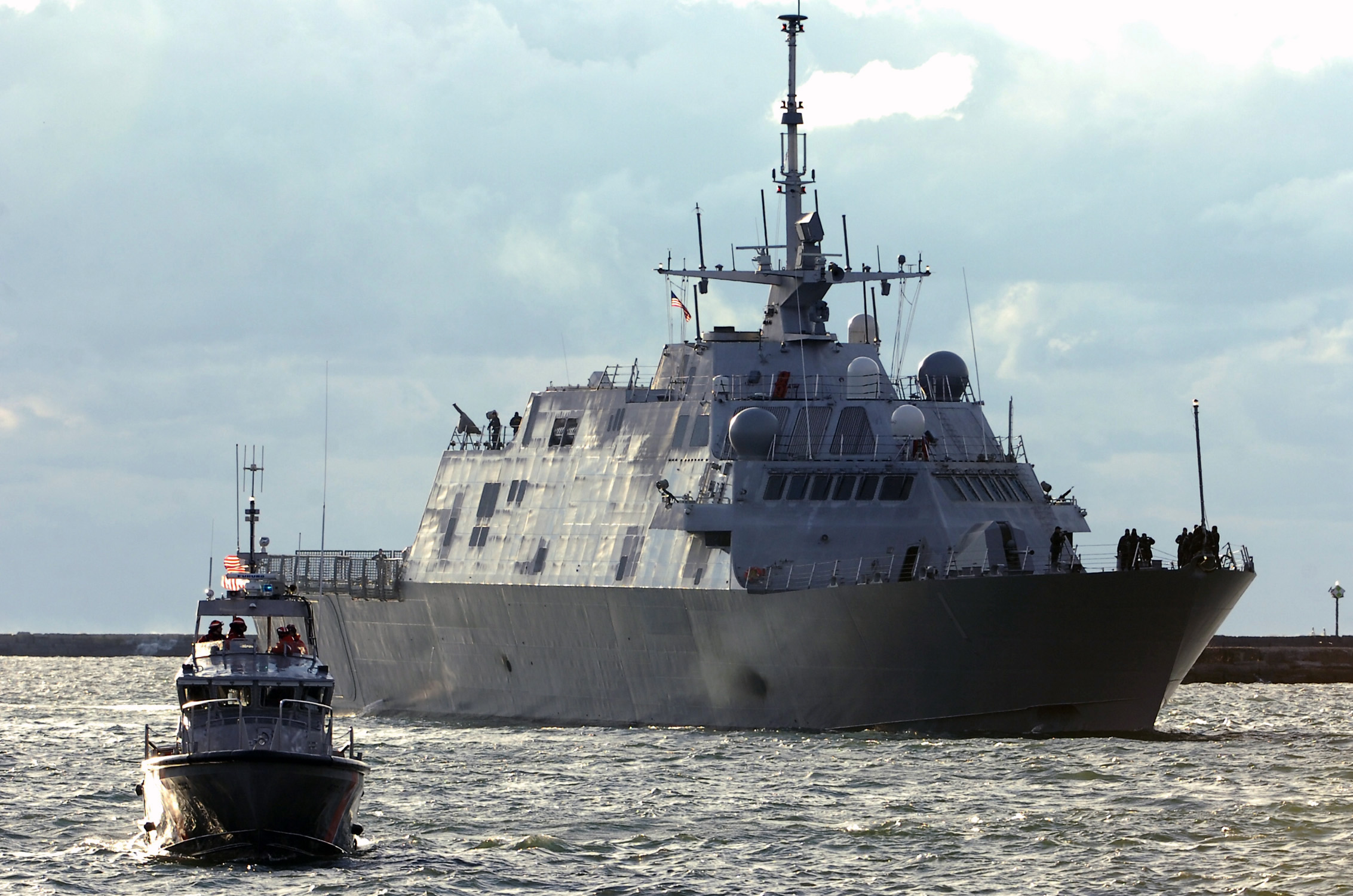
L'USS Freedom (LCS-1) dans l'embouchure de la rivière Buffalo le 16 novembre 2008.

### Construction
L'USS Freedom (LCS-1), de l'équipe Lockheed Martin, est entré en service le 8 novembre 2008 et l'USS Independence (LCS-2), de l'équipe General Dynamics, baptisé le 4 octobre 2008. Mais après la décision d'arrêter la construction du deuxième exemplaire de Lockheed en janvier 2007, l'US Navy annonce le 12 avril 2007 la fin de son contrat avec cette firme à cause des dépassements de budget. En effet, alors que le deuxième navire n'est construit qu'à hauteur de 75 %, il a déjà coûté 350 millions de dollars pour un prix total initial annoncé de 270 millions. Le LCS-4, deuxième navire de General Dynamics connaît le même sort le 1er novembre 2007. À l'automne 2008, l'US Navy a demandé des compléments d'information aux équipes Lockheed Martin et General Dynamics sur l'augmentation du prix unitaire du LCS à 560 millions de dollars l'unité, alors que le Congrès américain avait calculé son budget sur un LCS à 460 millions de dollars. En 2009, on découvre que le LCS-2 classe Independence était évalué à 704 M$.
Le LCS-3 est, selon une annonce faite le 6 mars 2009, baptisé Fort Worth. Il est construit par le groupe italien Fincantieri, au travers de sa filiale aux États-Unis et réalisé aux chantiers Marinette Marine, comme son aîné, l'USS Freedom. Ce navire est conçu par un consortium emmené par le groupe américain Lockheed Martin, qui dispose d'une participation minoritaire dans Fincantieri Marine Group, regroupant Marinette Marine, Bay Shipbuilding, Cleveland Shiprepair et Ace Marine. La mise sur cale a eu lieu le 11 juillet 2009 et l'entrée en service a lieu le 22 septembre 2012. Le USS Coronado (LCS-4) est lancé le 9 janvier 2012.
Le 29 décembre 2010, Lockheed Martin et la filiale américaine de l'australien Austal signent un contrat de 7 milliards de dollars pour la construction de 20 LCS d'ici 2015 alors que, en janvier 2012, 11 ont été effectivement commandés par le Congrès des États-Unis.

### Un programme ambitieux
En février 2014, dans le cadre de restrictions budgétaires, il est annoncé que le nombre de navires est limité à 32 pour un coût de 29 milliards de dollars. Chuck Hagel dit craindre que la protection et la puissance de feu de ces frégates soient insuffisantes face à des marines modernes, « surtout en Asie-Pacifique ». De nombreuses critiques se font en effet entendre face à un programme qui n'a pas tenu ses promesses, les modifications successives ont fait exploser les budgets et menacent le programme de ce qui devait être à l'origine un navire de faible coût. Le sénateur John McCain a ainsi déclaré le 10 février 2014 qu'il s'agit d'un « dangereux gaspillage de l'argent du contribuable » et demandé l'arrêt du programme à 24 unités. La marine américaine a mis en place un groupe de travail pour étudier des solutions de rechange pour un nouveau petit navire de guerre qui doit formuler des recommandations d'ici le 31 juillet 2014.
En décembre 2014, une remise à plat du programme a été décidée et les 20 derniers des 52 navires de celui-ci devront avoir des capacités de combat renforcées et des capteurs améliorés les faisant cataloguer comme frégates. 
En 2015, 10 Freedom et 10 Independence ont été commandées,,. Le 14 janvier 2016, le secrétaire à la Défense américain, Ashton Carter, demande à Ray Mabus, secrétaire de l'US Navy, d’étudier la réduction du programme de 52 à 40 unités et de faire un choix à partir de l’année fiscale 2019 entre les deux classes : LCS Freedom produite par Lockheed Martin et Fincantieri Marine Group ou LCS Independence produite par General Dynamics et Austal. 
En aout 2020, alors que le 22e LCS entre en service, on prévoit finalement un total de 35 navires.
Les deux types de navires devaient servir de base pour le choix d'une classe de frégates (FFG-X) de l'US Navy. Finalement, le programme FFG(X) voit l'entreprise italienne Fincantieri l'emporter le 30 avril 2020 pour un navire dérivé de la Frégate multi-missions,.
En 2020, ce programme bien plus coûteux que prévu a toujours des problèmes de fiabilité et a subi de nombreux bouleversements. En effet, le service des LCS a montré que ces navires étaient trop petits, sous-armés et manquant d'endurance pour accomplir les tâches qui leur avaient été assignées. Les navires se sont avérés peu fiables et souffraient de problèmes continus avec leurs machines (problèmes qui étaient associés à leur petite taille, car leurs salles des machines étaient exiguës, rendant difficile l'entretien courant). Ces préoccupations découlaient d'une décision prise au début du programme LCS: l'adoption d'une vitesse maximale de 45 nœuds.
Aucune justification viable de cette vitesse très élevée n'a été trouvée, mais ses effets néfastes sont à l'origine des problèmes qui ont affligé les classes LCS.

## Caractéristiques

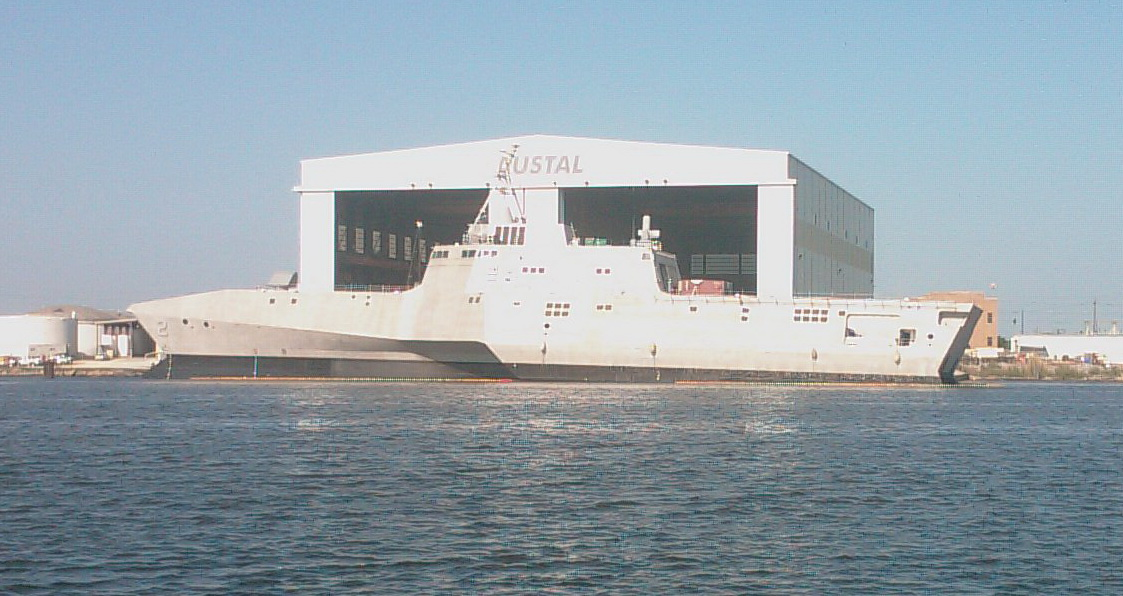
L’USS Independence (LCS-2) le 26 avril 2008.

### Classe Freedom
Les LCS Freedom sont des monocoques de 115,5 mètres de long pour un déplacement de 3 090 tonnes en charge. Leur vitesse maximale est de 45 nœuds. Leur armement est constitué d'un hélicoptère Seahawk, d'un système surface-air RAM, d'une tourelle de 57 mm et quatre mitrailleuses de 12,7 mm.

### Classe Independence

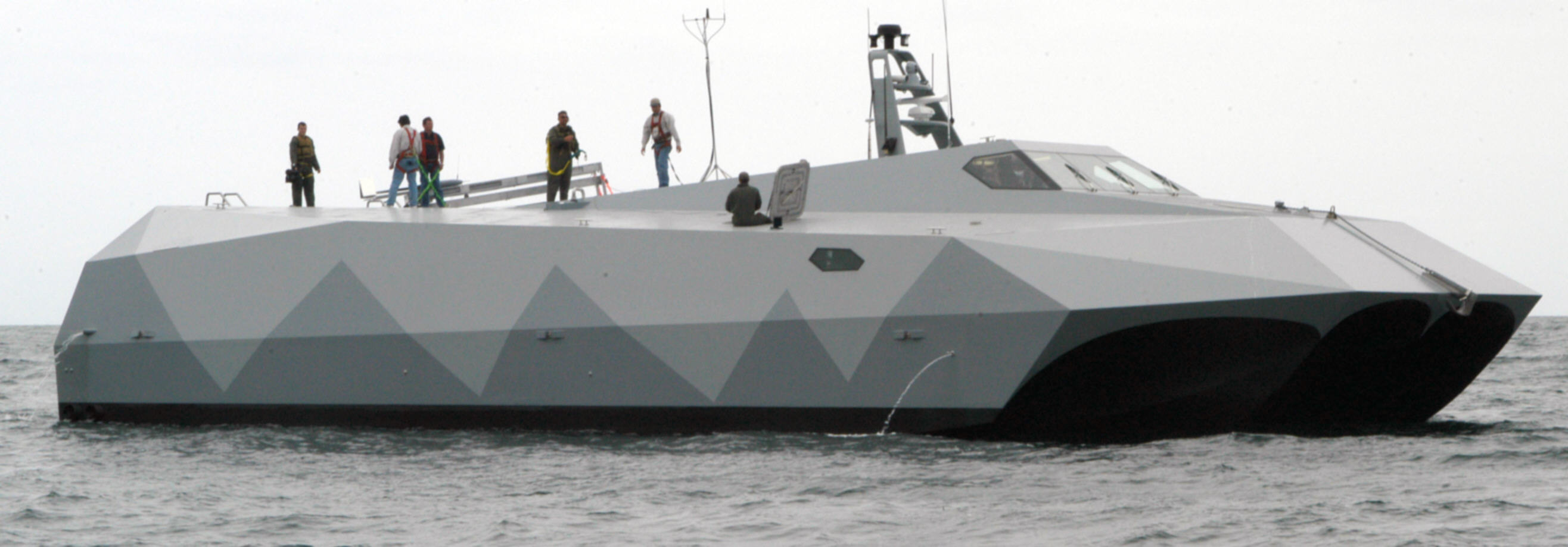
Navire expérimental Stiletto utilisé pour ce programme le 2 mai 2006; l'équipage se prépare à lancer un drone.

Les LCS Independence sont des trimarans en aluminium de 127,6 mètres de long, larges de 30,6 mètres pour un déplacement de 2 785 tonnes en charge. Leur vitesse est aussi de 45 nœuds. Leur armement est constitué de deux hélicoptères Seahawk ou trois drones Fire Scout, d'un système surface-air RAM, d'une tourelle de 57 mm et quatre mitrailleuses de 12,7 mm. En mars 2011, en dépassant les 50 nœuds, l'Independence a battu le record de vitesse des bâtiments de combat de plus de 2 500 tonnes. Le précédent record était détenu depuis 1935 par le contre-torpilleur français Le Terrible de la classe Le Fantasque, à 45 nœuds. À noter qu'il ne faut théoriquement que 4 mécaniciens pour s'occuper des deux turbines à gaz.
La configuration trimaran a été expérimentée par la Royal Navy ; le concept SeaBlade provient du bateau de record italien Destriero. La grande furtivité multispectrale (radar, infrarouge, acoustique, magnétique…) est une donnée devenue classique en architecture navale depuis les frégates La Fayette.

### Équipage
L'équipage devait être à l'origine relativement réduit grâce à l'automatisation, 40 marins pour le navire lui-même pour le LCS-1, 50 pour le LCS-2, 15 marins pour le module de mission et 25 marins pour s’occuper de la partie hélicoptères et drones mais, en 2012, on annonce que l'équipage est augmenté de 50 % soit 60 marins pour le LCS-1
Les LCS 1 et 2 sont des prototypes construits pour la recherche et développement. Il y a environ 250 modifications de conception entre les LCS 1 et 3, et LCS 2 et 4, qui sont considérés comme navires de transition. Les premières versions réelles de production, LCS 5 et 6, verront encore 70 modifications de conception par rapport aux LCS 3 et 4.

### Motorisation
Lockheed Martin a choisi des turbines à gaz MT30 Rolls-Royce plc pour ses navires.

### Polyvalence

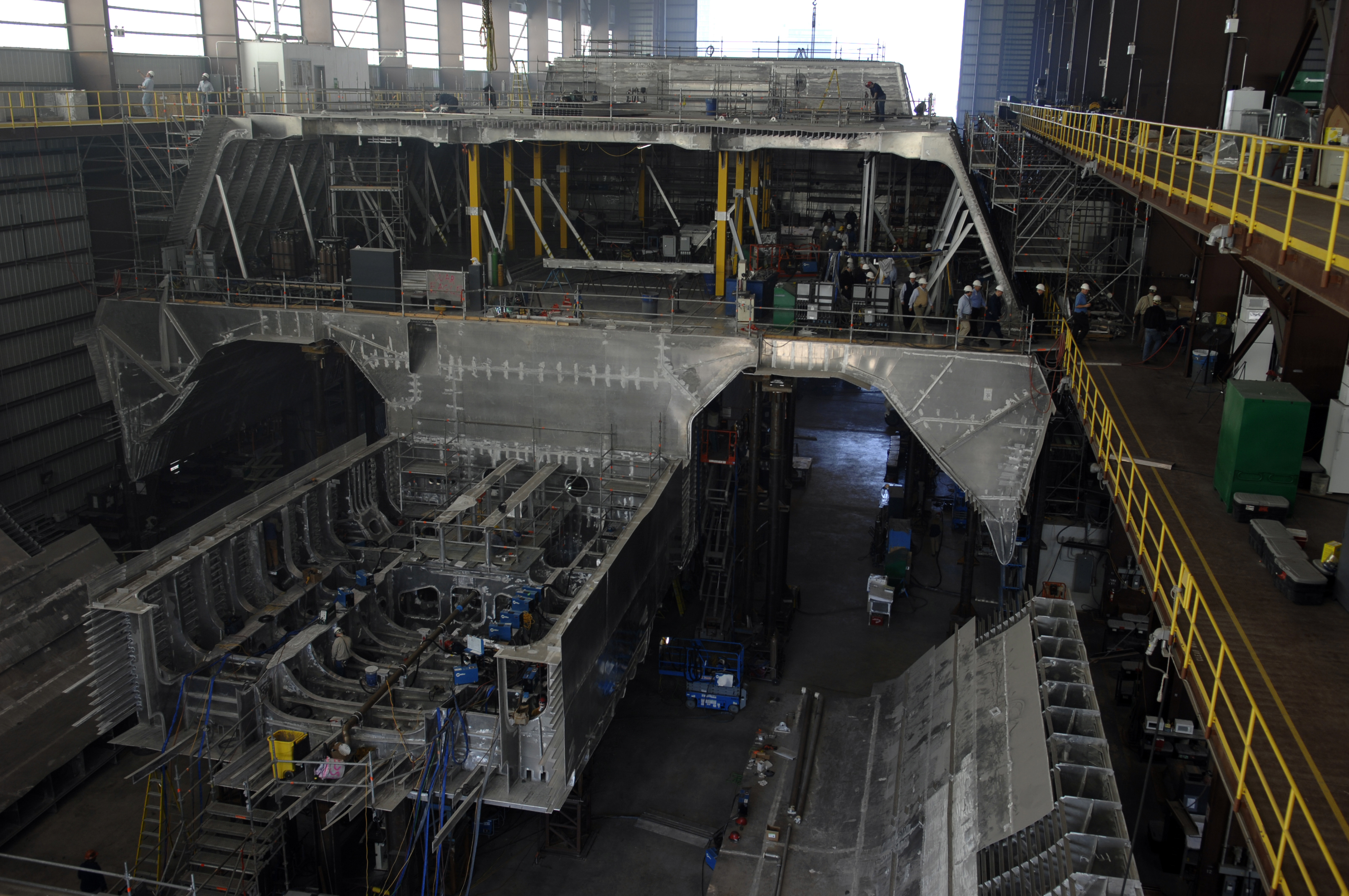
Construction de l’USS Independence (LCS-2) sur le chantier naval Austal USA à Mobile (Alabama) le 9 mars 2007.

La modularité commune aux deux projets semble plus avant-gardiste. Les LCS seront gréés avant de partir en mission, voire au large même des côtes visées, par des bâtiments-base. Ils recevront des modules de missions conteneurisés dédiés au rôle requis : module de déminage avec hélicoptère MH-60S, équipé de l’AWS-2 RAMICS (Rapid Airborne Mine Clearance System) et de drone RMS WLD-1(v)1 et/ou LMRS BLQ-11.
Des drones-hélicoptères et des drones de surface recevront aussi des modules de déminage.
Des modules de lutte anti-sous-marine sont également prévus, essentiellement mis en œuvre par les mêmes moyens (hélicoptères MH-60S, drones).
Sept modules au total étaient prévus.
Les LCS devraient également servir à des projections de forces spéciales (avec hélicoptères), Zodiac et véhicules sous-marins, voire au transport d'une à deux douzaines de blindés légers (avec toutefois la nécessité de trouver un port avec un quai pour leur débarquement).
En 2020, devant les difficultés d'un tel programme, il est décidé que les LCS se concentreront sur la lutte anti-navire, la lutte anti-sous-marine, et le déminage.

### Armement
Le seul armement standardisé prévu pour l'instant se limite à une tourelle d'artillerie navale Mk 110 BAE Systems (anciennement 57 Mk3 Bofors) de calibre 57 mm, qui est aussi installée sur les nouveaux navires de l'United States Coast Guard, pouvant tirer jusqu'à 220 coups par minute à neuf milles marins et à un système de missile surface-air de défense rapprochée SeaRam.
Des modules de missiles Netfire-15 missiles LAM (Loitering Attack Missile) ou PAM (Precision Attack Missile) (trois modules de commande de lancement emballés dans deux conteneurs maritimes, transportant un total de 45 missiles) ainsi que des canons automatiques de calibre 30 mm et d'autres équipements devaient être installés selon les missions selon la planification d'origine, mais le programme Netfire a été annulé. En remplacement, l'US Navy prévoit des missiles Grifin de 20 kg et, en janvier 2012, présente un nouveau projet de missile polyvalent, le Joint Air-Breathing Multi-Role Missile (JABMM) étudié par Phantom Works. En 2014, on projette d'installer des missiles Hellfire, le premier tir d'essai depuis un système de lancement vertical a lieu le 28 février 2017.
En septembre 2014, des essais de missiles antinavires Naval Strike Missile (NSM) ont lieu depuis l'USS Coronado (LCS-4) puis le 25 juillet 2016, un tir de missile antinavire AGM-84 Harpoon Block IC est effectué depuis le même navire. Le NSM est finalement choisi comme arme standard pour les LCS et devrait être installé à bord de ceux-ci dans les années 2020.
La défense très rapprochée est assurée par quatre mitrailleuses Browning M2 de calibre 12,7 mm.

### Stratégie d'engagement
On serait tenté d'écrire que les LCS semblent particulièrement sous-armés et bien impuissants face à un patrouilleur lance-missile nouvelle génération mais la réponse (du moins en théorie) tient dans la façon dont seront mises en œuvre ces unités : en Network Centric Warfare ou réseau infocentré (nom de la version naval : Naval Fires Network), via le Cooperative Engagement Capability.
Les LCS n'opéreront jamais seuls en zones de menaces mais en groupe de plusieurs d'entre eux, chacun dédié à une menace précise. Plus au large, à l'abri des menaces littorales susceptibles de les mettre en danger, évolueront les destroyers et les croiseurs qui déploieront au-dessus des LCS, via des AWACS, des satellites et des drones, leur parapluie de missiles longue portée.

## Export
Une version plus grande (115 mètres pour 3 000 tonnes) et plus puissamment armée de l'USS Freedom (LCS-1) de l'équipe Lockheed Martin est proposée à l'exportation, notamment à l'Arabie saoudite en 2015. Quatre navires sont commandés par les Saoudiens pour la somme de 11,5 milliards de dollars.

## Liste des navires
| Classe Freedom                    | Mise à l'eau | Livraison        | Classe Independence             | Mise à l'eau                     | Livraison |
| --------------------------------- | ------------ | ---------------- | ------------------------------- | -------------------------------- | --------- |
| USS Freedom (LCS-1)               |              | 2009             | USS Independence (LCS-2)        |                                  | 2010      |
| USS Fort Worth (LCS-3)            |              | 2012             | USS Coronado (LCS-4)            |                                  | 2013      |
| USS Milwaukee (LCS-5)             |              | 21 novembre 2015 | USS Jackson (LCS-6)             |                                  | août 2015 |
| USS Detroit (LCS-7)               |              |                  | USS Montgomery (LCS-8)          | 2015                             |           |
| USS Little Rock (LCS-9)           |              |                  | USS Gabrielle Giffords (LCS-10) | août 2015                        |           |
| USS Sioux City (LCS-11)           |              |                  | USS Omaha (LCS-12)              | 20 novembre 2015                 |           |
| USS Wichita (LCS-13)              |              |                  | USS Manchester (LCS-14)         | Prévue en 2016                   |           |
| USS Billings (LCS-15)             |              |                  | USS Tulsa (LCS-16)              | mise sur cale le 10 janvier 2016 |           |
| USS Indianapolis (LCS-17)         |              | 26 octobre 2019  | USS Charleston (LCS-18)         | en construction en janvier 2016  |           |
| USS St Louis (LCS-19)             |              |                  | USS Cincinnati (LCS-20)         |                                  |           |
| USS Minneapolis/St. Paul (LCS-21) | 15 juin 2019 |                  | USS Kansas City (LCS-22)        |                                  |           |
| USS Cooperstown (LCS-23)          |              |                  | USS Oakland (LCS-24)            |                                  |           |